# Everybody's Doing It
Everybody's Doing It é um filme mudo norte-americano de 1916, do gênero comédia, dirigido por Tod Browning e distribuído por Tringle Film Corporation.

## Elenco
- Howard Gaye
- Tully Marshall
- Violet Radcliffe
- Georgie Stone
- Lilian Webster